# Heodes albescens
Heodes albescens är en fjärilsart som beskrevs av Charles Oberthür 1910. Heodes albescens ingår i släktet Heodes och familjen juvelvingar. Inga underarter finns listade i Catalogue of Life.